# Désertification

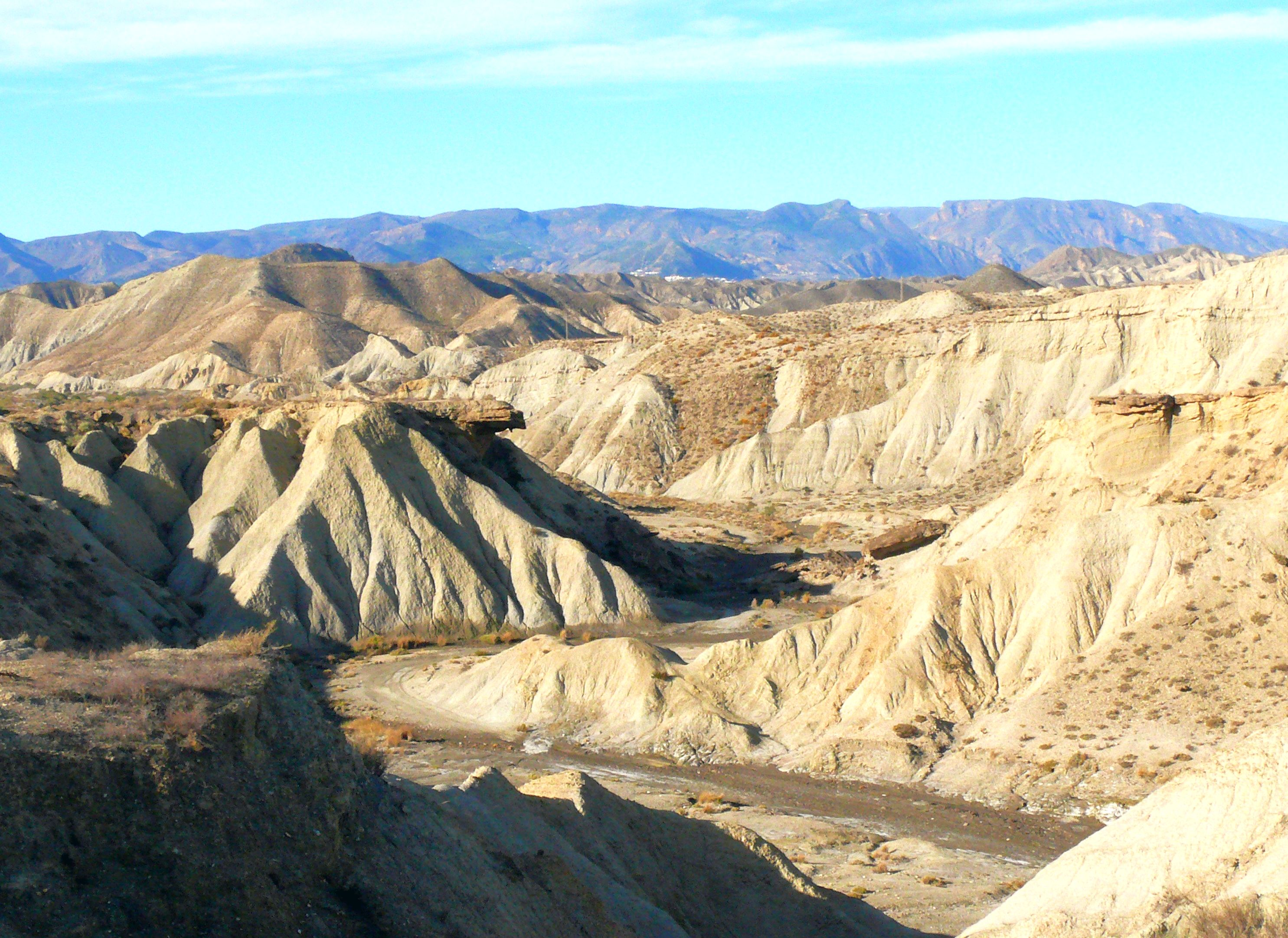
Le désert de Tabernas dans le sud de l'Espagne est l'unique véritable désert d'Europe de l'Ouest selon la classification de Köppen et son expansion en raison du réchauffement climatique est emblématique du phénomène de désertification.

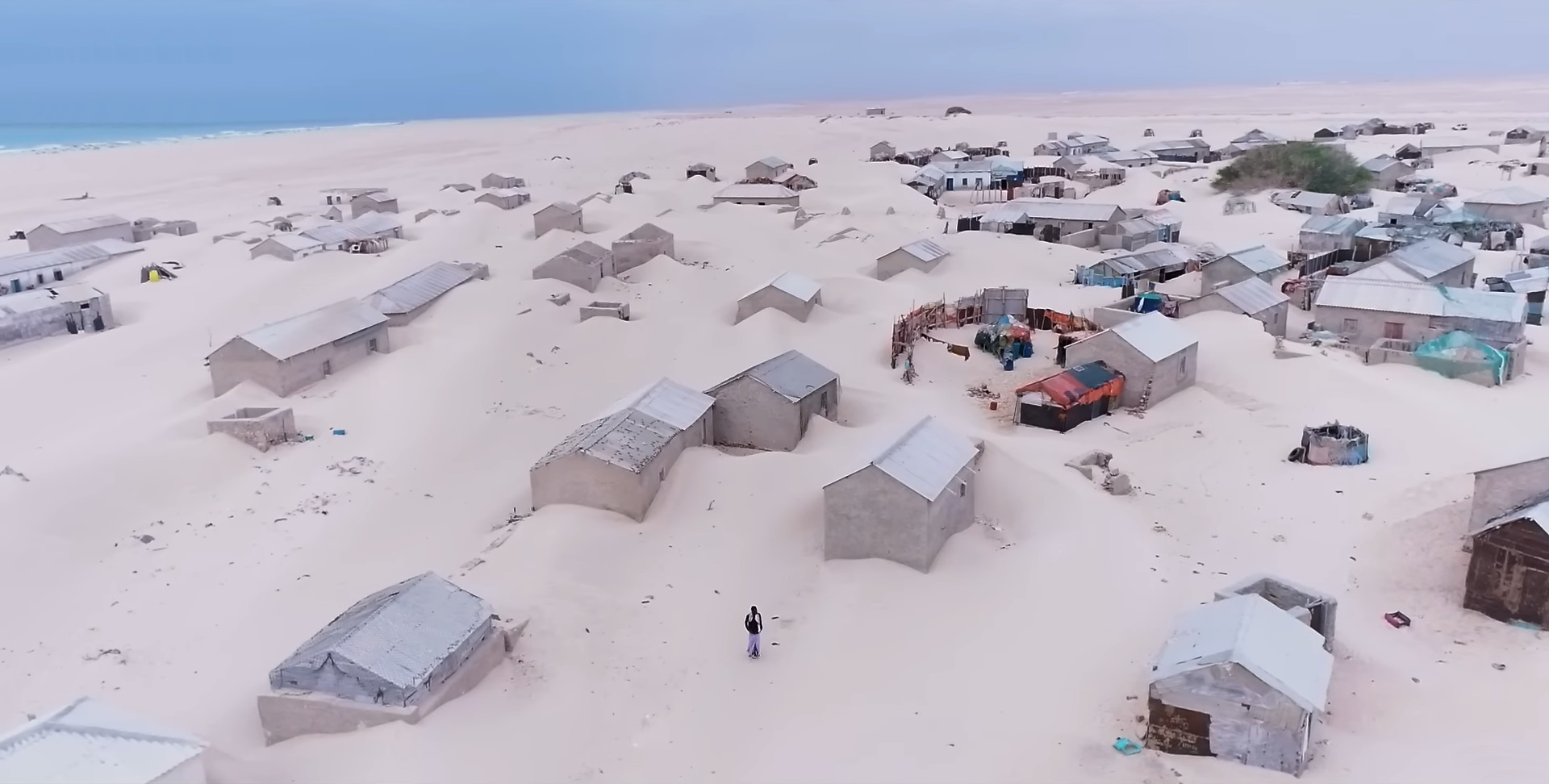
Dhinowda (en Somalie) souffre d'une désertification extrème

La désertification est un processus, naturel ou non, de dégradation des sols qui a pour origine le réchauffement climatique et les autres conséquences des activités humaines. Il s'ensuit une aridification et une sécheresse locales consécutives à la dégradation des terres, qui mènent à un territoire (biome) de type désertique. La théorie de l'avancée du désert de Lamprey (1975), qui était liée à l'observation de variations de couvert végétal dues à la variabilité climatique, a depuis évolué vers une approche d'un phénomène plus diffus. Ce phénomène peut avoir lieu dans des zones arides, semi-arides et subhumides sèches, à l'exclusion des déserts (zones déjà hyperarides).
La désertification constitue une catastrophe naturelle à long terme. La désertification est amplifiée par le réchauffement de la planète et par l'extension des activités humaines telles que l'agriculture intensive, l'irrigation, l'industrialisation, le tourisme et le surpâturage (au Sahel notamment). Ses effets, qui résultent d'une dégradation lente des terres, sont souvent confondus avec ceux des sècheresses, avec lesquelles elle interagit.
La sècheresse, la déforestation, les changements climatiques et l'utilisation de techniques agricoles seraient généralement en cause de la désertification. On dénote aussi l'appauvrissement de la population, la recherche de profit, l'agriculture de survivance, la pression économique sur les fermiers, les interventions militaires et une multitude de politiques locales, nationales et internationales comme pouvant être en cause.
C'est un problème d'environnement et un problème de développement. Elle affecte l'environnement local et le mode de vie des populations, mais ses effets ont des retentissements plus globaux : perte de biodiversité, changements climatiques, diminution des ressources en eau… Étroitement liée à l'activité humaine, la dégradation des terres constitue à la fois une conséquence du mal-développement et une entrave majeure au développement durable des zones sèches.
La désertification prend une ampleur croissante et jugée assez inquiétante pour que l'ONU au Sommet de la Terre de Rio en juin 1992 (Conférence des Nations unies sur l'environnement et le développement ou CNUED) ait jugé utile de proposer une convention mondiale sur la lutte contre la désertification. Faute d'entente des élus sur son contenu, elle est devenue une déclaration d'intention.
Ce phénomène n'a rien d'irréversible. La plupart du temps, elle est due à des pratiques agricoles inadaptées, au surpâturage et à la déforestation. Il existe de nombreuses solutions simples et peu coûteuses. Planter des arbres, par exemple, permet de fixer les sols, de fournir de l'ombre aux cultures et de retenir l'humidité.

## Mesure du phénomène

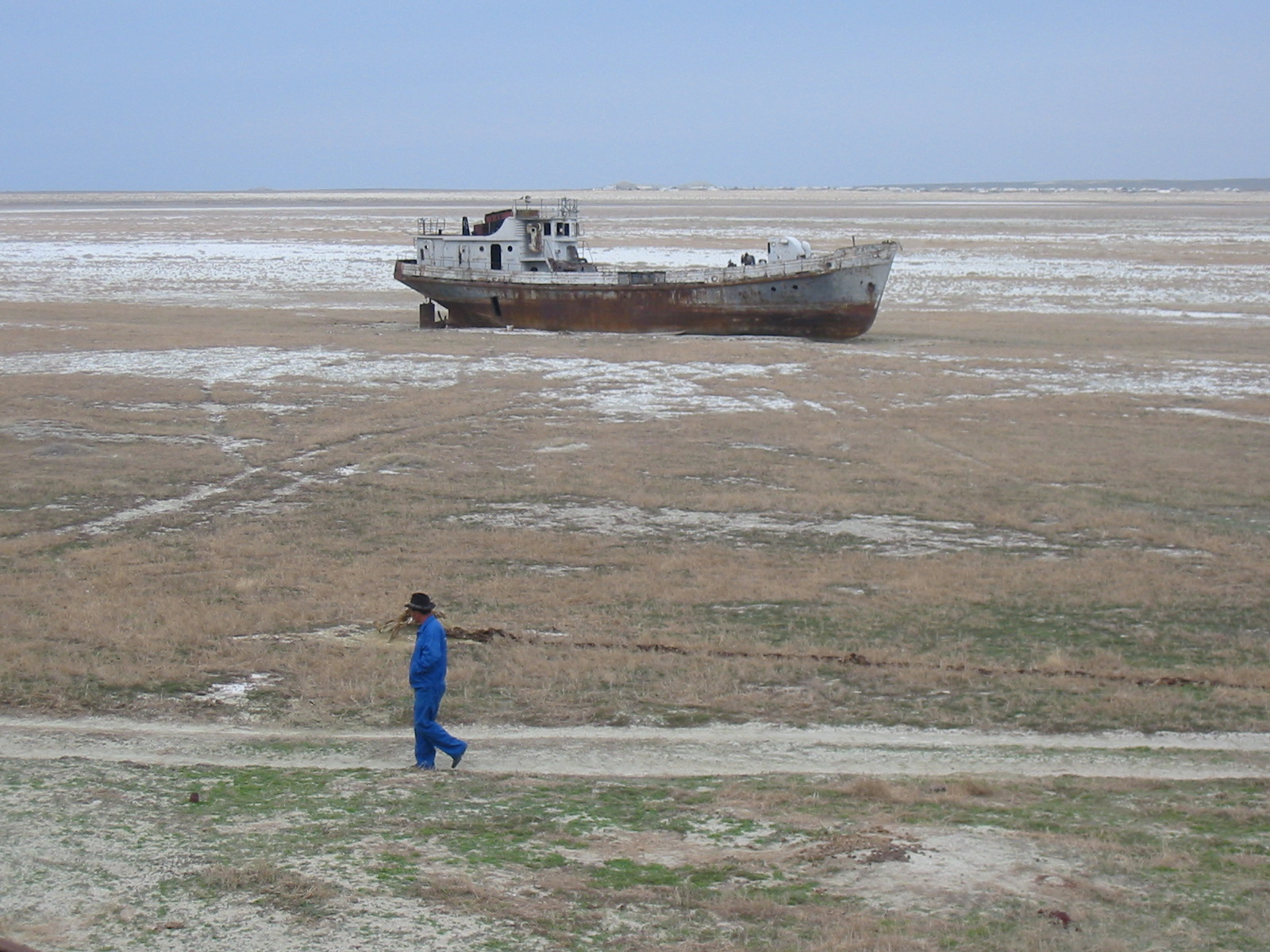
Le détournement de grandes masses d'eau par l'agriculture (du coton principalement, dans le cas de la mer d'Aral) est responsable de phénomènes de désertification à grande échelle.

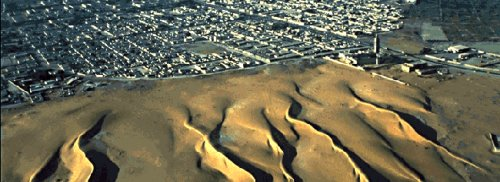
L'avancée du désert menace physiquement de nombreuses routes et villes (ici : Nouakchott).

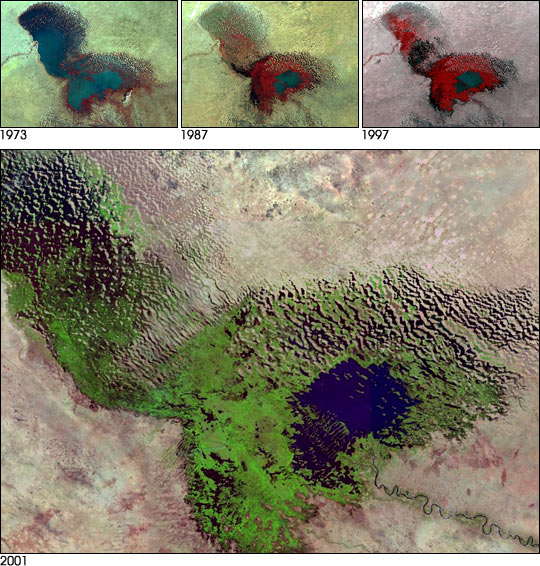
Vue satellitaire du recul du lac Tchad au profit du désert, de 1973 à 1997.

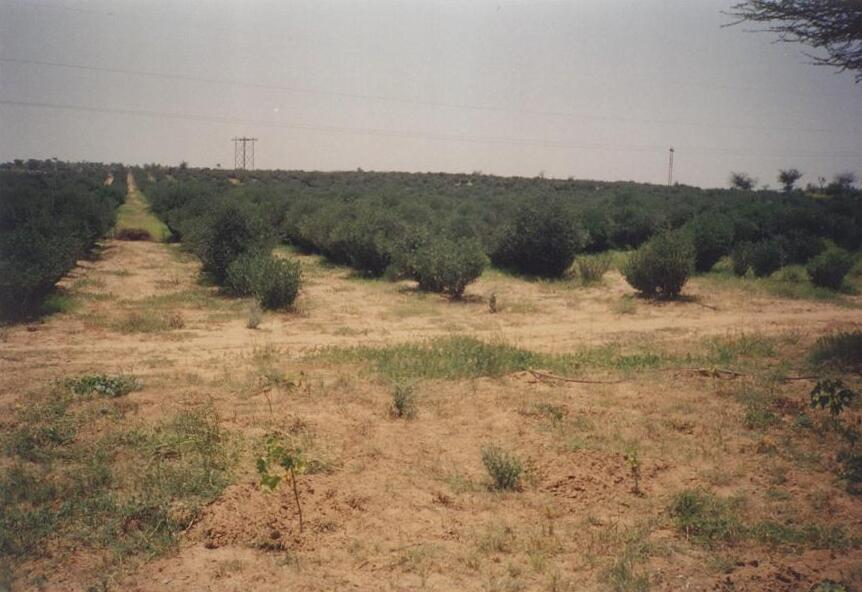
L'agrosylviculture (ici de jojobas, en lisière du désert du Thar en Inde) peut localement contribuer à freiner la désertification, mais en climat extrême, les monocultures industrielles sont particulièrement sensibles aux invasions biologiques, du criquet pèlerin par exemple.

### Au niveau mondial
Un rapport publié en 2015 par l'Organisation des Nations unies pour l'alimentation et l'agriculture (FAO) constate qu'un tiers des terres arables de la planète sont plus ou moins menacées de disparaître. La vie de près de 250 millions de personnes est directement menacée. Entre 25 et 40 milliards de tonnes de terre fertile sont emportés chaque année à cause de l'érosion, du tassement, de la perte de nutriment et de biodiversité, de l'acidification, des pollutions, de l'engorgement ou de la salinisation. On estime que la dégradation des terres aura un impact sur environ 4 milliards de personnes d'ici 2050. La problématique est aujourd'hui tellement importante que l'Organisation des Nations unies a décrété la décennie de 2021-2030 comme étant celle de la restauration des écosystèmes.
Selon les calculs[réf. nécessaire], les pourcentages de surfaces touchées par la désertification dans les zones arides varient de 19,5 % (si l'on ne mesure que la dégradation du sol) à 69,5 % (en mesurant la dégradation de la végétation), prouvant la difficulté à chiffrer le phénomène.
Selon une étude de l’ONU, les déserts (chauds et froids) couvraient 44 % de la surface terrestre en 1977 contre 63 % en l’an 2000[réf. à confirmer].
Le Centre de coopération internationale en recherche agronomique pour le développement (CIRAD) estime que 40 % (ou 5,2 milliards d'hectares sur 13 milliards) des terres émergées sont en voie de désertification. L'ampleur des dégâts est plus visible dans les pays du Sud, mais localement des phénomènes de désertification sont constatés au nord de la Méditerranée et en Asie centrale. 37 % des zones arides sont africaines, 33 % sont asiatiques et 14 % se situent en Australie. L'Amérique et les franges méridionales de l'Europe (Espagne, Italie, Crète, Grèce, etc.) subissent aussi des phénomènes d'aridification locaux mais graves. Pour le CIRAD, en l'an 2000, 3,6 milliards d'hectares (70 %) des sols arides étaient déjà en cours de désertification, 93 % étaient ou sont encore pâturés, contre 6 % cultivés sans irrigation et 1 % avec irrigation.
La perte de services écosystémiques liée au phénomène serait de 10 % à 17 % du produit intérieur brut mondial. On estime une perte de 24 milliards de tonnes de terres fertiles par année reliée au processus de désertification.
Pour l'Union internationale pour la conservation de la nature, au début des années 2000, ce sont 70 % des terres arides qui subissent un processus de désertification (25 % des terres émergées, et un sixième de la population mondiale ; soit 900 millions de personnes vivant dans 90 pays).
Le phénomène touche les zones arides sous toutes les latitudes et sur tous les continents, surtout ceux situés autour du Sahara.

### Afrique: agriculture, déforestation et avancée du Sahara depuis 3000 ans
Aujourd'hui, le coût annuel de la dégradation des terres dans les pays d’Afrique subsaharienne est équivalent à leur croissance agricole moyenne.

#### Causes anciennes
Des peintures et gravures rupestres attestent que certaines régions aujourd'hui désertiques du Sahara étaient verdoyantes, humides et riches en faune, il y a seulement quelques millénaires. Le Sahara et ses dunes ne sont pas seuls concernés, le Sahel et ses arbustes, ses cultures et ses millions d'habitants le sont aussi.
On a longtemps pensé que l’extension de l’agriculture en Afrique centrale avait été rendue possible uniquement par un recul naturel de la forêt tropicale humide, primaire qui serait dû à des périodes de sècheresses sévères, longues qui se seraient succédé il y a 3 000 ans environ, l'analyse des sédiments anciens déposés par le fleuve Congo qui offrent un enregistrement continu du climat d'Afrique centrale pour les 40 000 dernières années montre que la responsabilité humaine pourrait être au moins en grande partie à l’origine de la relativement brusque disparition de forêts tropicales d'Afrique centrale (il y a 3 000 ans environ), via une déforestation active qui a augmenté l’érosion, intensifié les intempéries et asséché cette partie de l’Afrique,.
Les carottages de sédiments fournissent des données montrant des modifications des précipitations normalement corrélées aux flux de sédiments pour la période -20 000 à -3 500 ans, mais depuis près de 3 000 ans on observe « un découplage total » entre précipitations et érosion, montrant que dans ce cas « le climat ne peut pas être le seul facteur expliquant la déforestation ». Les auteurs suggèrent que les ancêtres des actuelles ethnies bantous de l'actuel Nigeria et Cameroun, connus pour avoir entamé des migrations en l'Afrique il y a environ 4000 ans, ont eu « un impact significatif sur la forêt tropicale » en déforestant pour l’agriculture et pour les forges permettant la métallurgie du fer.
En 2012, de nombreux paléobotanistes peinent encore à croire que les outils disponibles à l’époque aient pu permettre aux premiers bantous de la région d’abattre assez d’arbres pour causer des érosions de cette importance, plus graves que ceux produits par les abattis avec culture sur brûlis actuellement selon Katharina Neumann. D'autres, estiment aussi qu'un réchauffement climatique a plutôt été en grande partie responsable de la perte de la forêt tropicale d'Afrique centrale, mais que les premiers bantous ont effectivement pu exacerber un recul des forêts induit par un réchauffement. Bayon estime lui-même que ces données ne contredisent pas les théories existantes, mais illustrent « combien la combinaison de la culture et le climat peuvent affecter l'environnement. "Les êtres humains peuvent avoir un impact énorme sur les processus nature ». Pour David Harris, l'étude pose en revanche des questions importantes concernant les impacts climatiques de la déforestation et d'autres activités humaines susceptibles d'exacerber les effets d’un changement climatique, « qui devraient nous inciter à plus de vigilance quant aux impacts contemporains de l'exploitation forestière, des transports modernes, des groupes déplacés par les conflits, et des marchés modernes pour l'alimentation et les produits forestiers ».

#### Causes modernes
La désertification du Sahel à la fin du XXe siècle et au début du XXIe siècle est réputée provoquée par la combinaison de deux phénomènes principaux :
D'une part, une poussée démographique (+3 % par an au début du XXIe siècle) qui fragilise les sols par :
- la surexploitation des terres afin de nourrir la population, consistant en un surlabourage et/ou un surpâturage (la jachère traditionnelle qui permettait le repos et la régénération des sols a ainsi été abandonnée dans les années 1960)[21].
- la surexploitation du bois, que les ruminants empêchent en outre de repousser[21].

D'autre part, l'exposition aux stress climatiques. Les sols ainsi fragilisés sont soumis à des conditions naturelles plus contrastées. Les sols sont exposés à la brûlure par les UV solaires, au manque d'eau, et à l'érosion provoquée par le vent et par l'écoulement des pluies rares (de juin à septembre) qui semblent de plus en plus violentes en raison du changement climatique.
La terre ainsi érodée, devient stérile et forme des plaques désertiques, les « zipelés », de plus en plus vastes et qui finissent par se rejoindre. Les travaux scientifiques d'Allan Savory ont montré que, de manière paradoxale, le pâturage contrôlé de terres par des ruminants était l'un des meilleurs moyens pour lutter contre la désertification.

#### Réactions
De nombreux efforts menés depuis les années 1970 pour mettre en place une « ceinture verte » pour bloquer l'avancée du Sahara (vers le nord et vers le sud) se sont presque tous soldés par des échecs.
Du point de vue administratif ;
- en 1968 : la Convention d'Alger est adoptée par les pays membres de l'Organisation de l'unité africaine ;
- en 1974 : Assemblée Générale des Nations unies, décision de convoquer une assemblée générale sur la désertification ;
- en 1977 : Conférence des Nations unies sur la désertification (à Nairobi, Kenya), élaboration d'un plan d'action pour lutter contre la désertification ;
- en 1984 : Convention de Lomé (signée à Lomé, Togo) ;
- en 1994 : une « convention des Nations unies sur la lutte contre la désertification » se réunit à Paris.

Au début du XXIe siècle, le Burkina Faso a mis en place avec un certain succès des techniques « low tech » « simples, bon marché, produites par le milieu paysan » de lutte contre la désertification. Elle repose sur trois éléments simples :
- Les cordons pierreux. Ces petits murets de pierre qui courent sur des milliers de kilomètres arrêtent les torrents violents en périodes de pluies et retiennent l'eau en formant une mare. Ce qui dépose limons et nutriments dans le sol. Ils ont commencé à être mis en place dans les années 1970[21].
- Les demi-lunes : réseaux de dépressions en demi-cercle (4 m de diamètre) dans lesquels sont faits les semis et qui retiennent la pluie.
- Les zaïs. Ce sont des trous (vingt centimètres de profondeur) que le paysan remplit de terre et d'un compost composé de paille, cendres, déjections animales, eau. Ces trous absorbent l'humidité en cas de ruissellement d'eau et favorisent la repousse des arbres.

Ces techniques auraient produit des effets significatifs : « Ces techniques simples ont permis de réhabiliter environ 10 % des surfaces cultivées du Burkina Faso, soit plus de 300.000 hectares, selon l'Inera », rapporte le quotidien français Libération en septembre 2008.
De manière générale, on admet que la forêt est plutôt pourvoyeuse d'eau et régulatrice du cycle de l'eau,,, mais dans les régions tropicales à saison sèche, en dépit de ses nombreux atouts, la plantation d'arbres est souvent découragé en zone aride, au motif que ces arbres vont avoir besoin d'une eau déjà trop rare. Pourtant, contrairement à cette idée reçue, une couverture forestière ou agroforestière adaptée au bilan hydrique local, (pas trop dense, mais suffisamment présente) permet d'améliorer la perméabilité du sol et la recharge des nappes,.

### Australie
La désertification menace plusieurs régions du centre de l'Australie : l'élevage extensif d'ovins et de bovins pose un problème pendant les années de sècheresse. Il provoque le surpâturage et la disparition des sols. L'érosion a par conséquent tendance à s'accroître : la désertification en Australie est le produit de facteurs anthropiques et naturels.
L'introduction de 24 lapins en 1874 a aussi grandement contribué à la désertification. N'ayant pas de prédateur, ils se sont reproduits très rapidement et ont envahi le continent.

### Mongolie
La désertification touche 140 000 km2 en Mongolie. On estime que 683 rivières se sont asséchées récemment et les précipitations accusent une baisse de 10 % par rapport à la moyenne des années 1940. La désertification s'explique en partie par le réchauffement climatique mais aussi par le surpâturage.
Une action a été menée contre ce phénomène. À partir de 2004 ont été plantés des centaines de milliers d'arbres pour freiner l'avancée du désert de Gobi. Le projet de cette « muraille verte » devrait prendre 30 ans et coûter 290 millions de dollars.

### Europe
Ce sont les pays méditerranéens qui sont le plus touchés. L'Europe soutient le projet MEDALUS pour mieux comprendre et résoudre le problème de la dégradation des sols dans cette zone.

## Conséquences

### Pauvreté
La proportion de pauvres dans les populations est notablement plus élevée dans les zones sèches surtout parmi les populations rurales. Cette situation s'accroît encore en fonction de la dégradation des terres en raison de la diminution de la productivité, de la précarité des conditions de vie et de la difficulté d'accès aux ressources.
De plus, les décideurs ont de fortes réticences à investir dans les zones arides à faible potentiel. Ce défaut d'investissement contribue à la marginalisation de ces zones. Quand les conditions agroclimatiques défavorables sont combinées à l'absence d'infrastructures et d'accès au marché, à une population mal nourrie et peu éduquée, à des techniques de production inadaptées, la plupart de ces zones restent en dehors du développement. La pauvreté engendre la dégradation des terres. La désertification est à son tour un facteur d'aggravation de la pauvreté.

### Coût économique
De façon générale, la désertification engendre des coûts économiques, qui, dans la majorité des cas, méritent d’être pris en compte : les coûts de réhabilitation, lorsqu’ils sont fournis, sont toujours inférieurs aux coûts de la dégradation, ce qui incite également à défendre les investissements dans la lutte contre la désertification.
L’analyse de différents projets de lutte contre la désertification (LCD) montre que les bénéfices locaux de la mise en œuvre des techniques de LCD peuvent être réels, source de redressement et d’entretien de la fertilité des sols et de réduction de la pauvreté, voire de mise en œuvre de systèmes agropastoraux performants et de diversification des activités rurales.

## Lutte contre la désertification
L'ONU en 1982 a proclamé une charte mondiale de la nature qui vise la restauration des milieux naturels à hauteur de leurs potentialités écologiques, puis a promulgué le 17 juin de chaque année « journée mondiale de lutte contre la désertification et la sécheresse ». La lutte contre la désertification fait l'objet d'une cible du 15e Objectif de développement durable.
Selon l'ONU, la désertification est « le plus grand défi environnemental de notre époque ».
Créé en septembre 1997, un Comité Scientifique Français de la Désertification (CSFD) répond à une double préoccupation des ministères français chargés de la Convention des Nations unies sur la lutte contre la désertification :
- mobiliser la communauté scientifique française compétente en matière de désertification, de dégradation des terres et de développement des régions arides, semi-arides et sub-humides afin de produire des connaissances et de servir de guide et de conseil aux décideurs politiques et aux acteurs de la lutte ;
- renforcer le positionnement de cette communauté dans le contexte international ;
- contribuer à la diffusion et à la valorisation des connaissances scientifiques ;

Créé en 2001, le Groupe Travail Désertification (GTD) est une plateforme française d’acteurs mobilisés dans le domaine de la lutte contre la désertification (LCD). Il regroupe des ONG, des scientifiques et des collectivités locales. Le GTD répond aux objectifs suivants en France et dans le monde :
- mobiliser les acteurs impliqués dans la LCD et développer une concertation au niveau national et international[39].
- mutualiser, capitaliser et communiquer les savoirs ;
- renforcer les capacités des acteurs et des institutions.

Créé en 2010, le Réseau Désertification Sahel (ReSaD), est une initiative Nord-Sud contre la dégradation des terres, pour la sauvegarde des patrimoines nourriciers et l’amélioration des conditions de vie des populations au Sahel. Le ReSaD est un réseau de plateformes d’associations basées au Burkina-Faso, au Mali, au Niger et en France. Ces quatre réseaux nationaux se mobilisent pour les populations des zones arides :
- Comité National de Coordination des collectifs d'ONG en lutte contre la désertification (CNCOD) au Niger ;
- Secrétariat Permanent des Organisations Non Gouvernementales (SPONG) au Burkina-Faso ;
- Groupe de Coordination des Zones Arides (GCOZA) au Mali ;
- Groupe de Travail Désertification (GTD) en France.

En Afrique, le projet de Grande muraille verte, lancé en 2007, doit traverser le continent de part en part en franchissant 11 frontières entre Dakar et Djibouti, déroulant un ruban vert de 15 kilomètres de large sur une longueur totale de 7.600 kilomètres. Mais le projet n'avance que lentement, faute de financements : le Sénégal, de loin le pays le plus avancé, ne parvient à débloquer chaque année qu'une enveloppe de 1,3 million d'euros, si bien qu'en dix ans, seulement 40.000 hectares sur les 817.500 du projet sur le sol sénégalais ont été reboisés.
À l'occasion de la journée de la désertification en 2020, le secrétaire général des Nations unies António Guterres a lancé un appel pour un nouveau pacte en faveur de la nature. Il incite aux changements des modes de consommation, responsables de la transformation de plus de 70 % des terres, ainsi qu'à la restauration des terres détériorées. L'idée de la Grande muraille verte vise à accroître la résilience, atténuer les effets des changements climatiques et préserver la sécurité alimentaire.
L’édition 2020 de la Journée a pour thème « Aliments, fourrage, fibres » et vise à sensibiliser les individus sur la manière de réduire leur empreinte écologique. La production d’aliments, de fourrage et de fibres rivalise avec les villes en pleine expansion et l’industrie du pétrole, une situation qui entraîne la transformation et la dégradation des terres à un rythme non viable, nuisant à la production, aux écosystèmes et à la biodiversité. La production d’aliments, de fourrage et de fibres contribue au changement climatique, alors qu’un quart des émissions de gaz à effet de serre provient de l’utilisation des terres (agriculture, foresterie, etc.) La production de vêtements et de chaussures est responsable de 8 % des émissions mondiales de gaz à effet de serre, un chiffre qui devrait se rapprocher des 50 % d’ici à 2030. Changer le comportement des consommateurs et des entreprises et adopter des pratiques plus efficaces et plus durables est la seule façon d’espérer pourvoir aux besoins de la population grandissante, grâce à la terre productive à notre disposition. L’ONU encourage chaque consommateur à cesser d’acheter des produits dont la production contribue à la dégradation des terres, les fournisseurs à réduire la commercialisation et faire comprendre aux producteurs et aux décideurs qu’une évolution des pratiques est nécessaire.

## Faire entendre la voix des populations vulnérables
De nombreux acteurs du développement durable se regroupent en réseaux organisés afin de faire remonter les recommandations des populations vivant en zones arides (Réseau associatif de développement durable des oasis - RADDO, Groupe de Travail Désertification - GTD, Réseau Sahel Désertification - ReSaD…).
Afin de relayer au plus haut ces recommandation et dans la continuité de sa vocation à connecter les acteurs de la société civile, l'association CARI a initié depuis 2006, un sommet international consacré aux questions des terres : Désertif'actions. Ce sommet traduit la volonté des acteurs de développement de se rassembler autour d'un combat commun pour les terres dont les dégradations alarmantes nécessitent toujours plus d’initiatives, toujours plus de synergie entre les conventions de Rio.
ONG, organisations internationales, scientifiques et agricoles, collectivités locales, secteur privé, se retrouvent lors de Désertif'actions pour :
- mettre en place un plaidoyer organisé[42],[43] de la société civile en vue des prochaines grandes échéances internationales (Conférences des parties de la convention des Nations unies sur la lutte contre la désertification, Conférences des parties de la convention cadre des Nations unies sur les changements climatiques, la Conférence des parties de la conventions des Nations unies sur la biodiversité, Congrès Mondial de la Nature 2020 - Marseille…) ;
- permettre le partage d’expérience et des bonnes pratiques en matière de gestion durable de la terre et de respect de son écosystème.

## Lien avec la biodiversité et le dérèglement climatique
Il existe un lien de plus en plus évident entre Biodiversité et Dérèglement climatique, rappelé plusieurs fois par la Conférence des Nations unies sur la diversité biologique réunie en Sommet mondial à Nagoya, en octobre 2010 (constituant aussi la COP10, c'est-à-dire la dixième conférence des Parties de la Convention sur la diversité biologique des Nations unies signée à Rio en juin 1992 lors du premier sommet de la Terre),, car
- la biodiversité est le facteur majeur de résilience écologique face au changement climatique ;
- elle est également menacée par l'acidification des océans, les incendies, la montée de la mer et par une hausse trop brutale des températures, autant de facteur contrôlés par le climat mondial, lequel est en partie rétrocontrôlé par la biodiversité elle-même (Albédo, puits de carbone, rugosité des surfaces continentales, évapotranspiration, etc.
- la prospective du climat et de la biodiversité sont fortement liées[46], et « Il y a de fortes chances que le changement climatique ait des conséquences environnementales majeures sur les habitats naturels au cours des cinquante années à venir. Il faudra modifier de manière drastique la conservation de la diversité biologique pour éviter les extinctions massives d'espèces et d'habitats menacés ».

À Nagoya, le 20 octobre 2010, les conférenciers ont à nouveau proposé une collaboration ou mutualisation d'actions entre les trois Conventions mondiales issues de Rio ; sur la diversité biologique (CDB), sur les changements climatiques (CCNUCC) et la Convention des Nations unies sur la lutte contre la désertification (CNULD), avec un programme commun de travail qui pourrait émerger.
Un consensus s'est dégagé sur l'importance de mieux intégrer l'Agenda de la biodiversité avec celui des changements climatiques et de la dégradation des terres, (thème traité par les expositions et conférences du Pavillon des écosystèmes (), où les responsables d'agences de l'environnement et/ou de l'énergie et de divers ONGEs et ONG ont discuté des façons dont ces trois agendas peuvent être mieux conjointement mis en œuvre, pour un développement plus « soutenable ».